# Ben Konaté
Ben Mamadou Konaté (ur. 3 stycznia 1986 w Abidżanie) – piłkarz z Gwinei Równikowej grający na pozycji defensywnego pomocnika.

## Kariera klubowa
Konaté jest wychowankiem klubu ASEC Mimosas. W 2006 zadebiutował w nim w pierwszej lidze iworyjskiej. W debiutanckim sezonie wywalczył mistrzostwo Wybrzeża Kości Słoniowej. Z kolei w 2007 zdobył Puchar Wybrzeża Kości Słoniowej.
W 2007 Konaté odszedł do marokańskiego Kawkabu Marrakesz. W 2008 został zawodnikiem klubu Atlético Semu z Gwinei Równikowej. Z kolei w 2011 przeszedł do zespołu The Panthers. Następnie grał w takich klubach jak: Al-Quwa Al-Jawiya, US Monastir, East Riffa Club, Dhofar Salala, Dumlupınar TSK, Al Hala SC, Sidama Coffee SC i FK Zaamin. W 2020 przeszedł do klubu Rubin Taszkent.

## Kariera reprezentacyjna
W reprezentacji Gwinei Równikowej Konaté zadebiutował w 2010. W 2012 został powołany do kadry na Puchar Narodów Afryki 2012.